# LI Korpus Armijny (III Rzesza)
LI Korpus Armijny, niem. LI Armeekorps – jeden z niemieckich korpusów armijnych, uczestniczył w agresji na Jugosławię i ataku na Związek Radziecki. 
Utworzony 25 listopada 1940 roku. W 1941 roku wziął udział w inwazji na Jugosławię w składzie 2 Armii.  W tym samym roku 22 czerwca uczestniczył w ataku na Związek Radziecki w składzie 6 Armii. W składzie tejże armii walczył przeciw Armii Czerwonej pod Kijowem, Charkowem i Stalingradem, gdzie w 1943 roku został zniszczony. 
Odbudowany 12 września 1943 roku jako LI Korpus Górski.

## Dowódcy korpusu
- gen. piechoty Hans-Wolfgang Reinhard (listopad 1940 – maj 1942)
- gen. artylerii Walther Kurt von Seydlitz-Kurzbach (maj 1942 – luty 1943)

## Struktura organizacyjna
Jednostki korpuśne: 153 Dowództwo Artylerii, 451 batalion łączności i 451 Korpuśny Oddział Zaopatrzeniowy
Skład w czasie agresji na Jugosławię:
- 101 Dywizja Lekka
- 132 Dywizja Piechoty
- 182 Dywizja Piechoty

Skład 22 czerwca 1941 roku:
- 79 Dywizja Piechoty
- 95 Dywizja Piechoty

Skład we wrześniu 1941 roku:
- 111 Dywizja Piechoty
- 79 Dywizja Piechoty
- 262 Dywizja Piechoty
- 113 Dywizja Piechoty
- 98 Dywizja Piechoty

Skład w styczniu 1942 roku:
- 44 Dywizja Piechoty
- 297 Dywizja Piechoty
- większość 57 Dywizji Piechoty